# Marciano della Chiana
Marciano della Chiana es una localidad italiana de la provincia de Arezzo , región de Toscana, con 3.318 habitantes.

Ubicación de la ciudad de Marciano della Chiana dentro de la provincia de Arezzo.

## Evolución demográfica
| Gráfica de evolución demográfica de Marciano della Chiana entre 1861 y 2001 |
|                                                                             |
| Fuente ISTAT - elaboración gráfica de Wikipedia                             |

## Ciudades hermanadas
- Ratzeburg